# Coenosia sexmaculata
Coenosia sexmaculata är en tvåvingeart som beskrevs av Johann Wilhelm Meigen 1838. Coenosia sexmaculata ingår i släktet Coenosia och familjen husflugor. Inga underarter finns listade i Catalogue of Life.